# ジュノー氷原

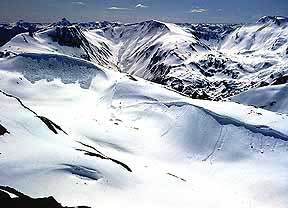
ジュノー氷原

ジュノー氷原(Juneau Icefield)とは、アメリカ合衆国アラスカ州にある氷原。ジュノー北方にあり、ブリティッシュコロンビア州との境界まで広がっている。
北アメリカで5番目に大きい氷原であり、面積は3,900平方キロメートル。海岸山地にあり、南北140km、東西75kmに広がっている。氷原は多くの氷河の源流となっており、タク氷河やメンデンホール氷河などがここから流出している。流出している氷河数は主なもので40、小さいものも含めると100にもなる。氷原上にはクレバスが発達しているため、観光としてはヘリコプターが用いられている。
氷原の研究は1940年代以降、ジュノー氷原研究計画(Juneau Icefield Research Program)によって詳細に観測が続けられている。この期間中に多くの氷河は数百メートル以上後退したが、タク氷河のみは前進した。